# LT United
LT United är en litauisk sånggrupp, bildad enbart för att tävla i Eurovision Song Contest 2006. Alla sex medlemmarna är kända TV-profiler i Litauen och kan sägas vara landets svar på Killinggänget.
Gruppen tävlade med bidraget We are the Winners i den inhemska uttagningen och vann den med nästa dubbelt så många poäng som tvåan. I Eurovision i Aten tävlade de först i semifinalen och kom där på femte plats med 163 poäng och tog sig sålunda till final. I finalen slutade de på sjätte plats med 162 poäng. Detta är Litauens bästa placering hittills i tävlingen.
En av gruppens medlemmar dyker upp i videon till Litauens bidrag 2010.

## Gruppens medlemmar
- Viktor Diawara
- Arnoldas Lukosios
- Saulius Urbanovicius
- Andrius Mamontovas
- Marijonas Mikotavicius
- Eimantas Belickas